# Hysteropterum abyssinica
Hysteropterum abyssinica är en insektsart som först beskrevs av Synave 1956.  Hysteropterum abyssinica ingår i släktet Hysteropterum och familjen sköldstritar. Inga underarter finns listade i Catalogue of Life.